# Johann Jakob Schnegg
Johann Jakob Schnegg (* 1826 (?); † 1889) war ein Zinn- und Glockengießer in Basel, der vor allem im Raum Nordwestschweiz tätig war. Er stammte aus Bolligen im Kanton Bern und liess sich nach dem Tod des Basler Glockengießers Christof Friedrich Weitenauer 1825 in Basel nieder.

## Glocken (Auswahl)
| Gussjahr | Ort             | Standort                                               | Glocken- name | Schlag- Ton | Gewicht | Durchmesser | Existenz       | Bemerkungen | Bild |
| -------- | --------------- | ------------------------------------------------------ | ------------- | ----------- | ------- | ----------- | -------------- | --- | ---- |
| 1830     | Häfelfingen     | Dorfschulhaus                                          |               |             |         |             | nicht erhalten | Glocke im Dachreiter |      |
| 1839     | Grenzach-Wyhlen | Evangelische Kirche St. Leodegar im Ortsteil Grenzach. | Mittagsglocke | g1          |         |             |                | |      |
| 1841     | Muttenz         | Wehrkirche St. Arbogast                                |               | cis2        |         |             |                | |      |
| 1842     | Wittinsburg     | Betzeitglocke im Dachreiter des Dorfschulhauses        |               |             |         |             |                | |      |
| 1845     | Binningen       | St. Margarethen-Kirche                                 |               |             |         |             |                | Ersatz einer Glocke von 1591. |      |
| 1845     | Huggerwald      | Wendelinskapelle                                       |               |             |         | 53 cm 44 cm |                | zwei Glocken im Glockenturm, beide mit Reliefdarstellung des Heiligen Wendelin als Bischof, auf der grösseren Glocke zudem die Muttergottes und ein Heiligengrab |      |